# Linh miêu Iberia
Linh miêu Iberia (danh pháp hai phần: Lynx pardinus) là một loài mèo thuộc Chi Linh miêu (Lynx) trong họ Mèo. Linh miêu Iberia là loài nguy cấp. Loài này được Temminck mô tả vào năm 1827.
Loài này là loài bản địa bán đảo Iberia ở Nam Âu. Nó là một trong các loài mèo bị đe dọa nhiều nhất trên thế giới. Theo một nhóm bảo tồn SOS Lynx, nếu loài này biến mất, đó sẽ là một trong những vụ tuyệt chủng trong feline kể từ Smilodon 10.000 năm về trước. Loài này từng được phân loại là một phân loài của Linh miêu Á-Âu (Lynx lynx), nhưng ngày nay được xem là một loài riêng biệt. Cả hai loài đều đã hiện diện ở trung bộ châu Âu trong Thế Pleistocen, có lựa chọn môi trường sống khác nhau. Linh miêu Iberia được tin là đã tiến hóa từ Lynx issiodorensis.